# 野口幸作
野口 幸作（のぐち こうさく、1983年 - ）は、宝塚歌劇団に所属する演出家。
神奈川県出身。

## 来歴
2006年、宝塚歌劇団に入団。
2013年、花組バウホール公演「フォーエバー・ガーシュイン」で演出家デビュー。
2016年、星組ショー「THE ENTERTAINER!」で大劇場公演演出家デビュー。
以降、レビューやショーに現代的なエッセンスを加えた「スペクタキュラーシリ－ズ」などを手がける一方、2022年には宙組「HiGH&LOW」で、大劇場公演初の芝居作品を手がけた。

## 宝塚歌劇団での舞台作品

### 大劇場作品
- 2016年、星組『THE ENTERTAINER!』[3]
- 2017 - 2018年、雪組『SUPER VOYAGER!』[4]
- 2018年、花組『BEAUTIFUL GARDEN-百花繚乱-』[5]
- 2021年、宙組『Délicieux（デリシュー）!-甘美なる巴里-』[2]
- 2022年、宙組『HiGH&LOW-THE PREQUEL-』[2]
- 2023年、花組『ENCHANTEMENT（アンシャントマン）-華麗なる香水（パルファン）-』[2]
- 2023 - 2024年、雪組『FROZEN HOLIDAY（フローズン・ホリデイ）』[2]
- 2024 - 2025年、月組『PHOENIX RISING（フェニックス・ライジング）』[6]

### その他の劇場作品
- 2013年、花組『フォーエバー・ガーシュイン』（バウホール）[7]
- 2014年、雪組『パルムの僧院-美しき愛の囚人-』（バウホール）[8]
- 2015年、月組『A-EN（エイエン）』（バウホール）[9]
- 2018年、雪組『SUPER VOYAGER!』（全国ツアー）
- 2019年、月組『ON THE TOWN（オン・ザ・タウン）』（東京国際フォーラム）[注釈 1]
- 2019年、花組『花より男子』（TBS赤坂ACTシアター）[10]
- 2019年、月組『ON THE TOWN（オン・ザ・タウン）』（梅田芸術劇場）[注釈 1][11]
- 2022年、宙組『FLY WITH ME（フライ ウィズ ミー）』（東京ガーデンシアター）[2]
- 2022年、雪組『ODYSSEY（オデッセイ）-The Age of Discovery-』（梅田芸術劇場）[12]
- 2024年、雪組『ALL BY MYSELF』（相模女子大学グリーンホール・NHK大阪ホール）[13]

### 新人公演
- 2010年、星組『ハプスブルクの宝剣』[14]
- 2011年、雪組『ロミオとジュリエット』[15]
- 2011年、星組『ノバ・ボサ・ノバ』[16]
- 2012年、星組『めぐり会いは再び 2nd〜Star Bride〜』[17]
- 2012年、星組『Étoile de TAKARAZUKA（エトワール ド タカラヅカ）』[17]
- 2014年、月組『明日への指針 -センチュリー号の航海日誌-』『TAKARAZUKA 花詩集100!!』[18]
- 2016年、宙組『エリザベート-愛と死の輪舞（ロンド）-』[19]
- 2020年、星組『眩耀（げんよう）の谷〜舞い降りた新星〜』[20]
- 2023年、雪組『Lilacの夢路』[21]

### イベント
- 2017年、星条海斗ディナーショー『MASQUERADE』[22]
- 2019年、タカラヅカスペシャル2019『Beautiful Harmony』[23]
- 2023年、和希そらディナーショー『Vie.』[24]

## 宝塚歌劇団以外での舞台作品
- 2023年、『MANA-TRIP』（東京国際フォーラム）[2]